# 6886 Grote
6886 Grote (1942 CG) là một tiểu hành tinh vành đai chính do Liisi Oterma phát hiện tại Turku ngày 11.2.1942 và được đặt theo tên nhà thiên văn học người Mỹ Grote Reber.